# Deutscher Fransenenzian
Der Deutsche Fransenenzian (Gentianella germanica), besser Deutscher Kranzenzian genannt, ist eine Pflanzenart aus der Gattung der Kranzenziane (Gentianella) in der Familie der Enziangewächse (Enziangewächse).

## Beschreibung

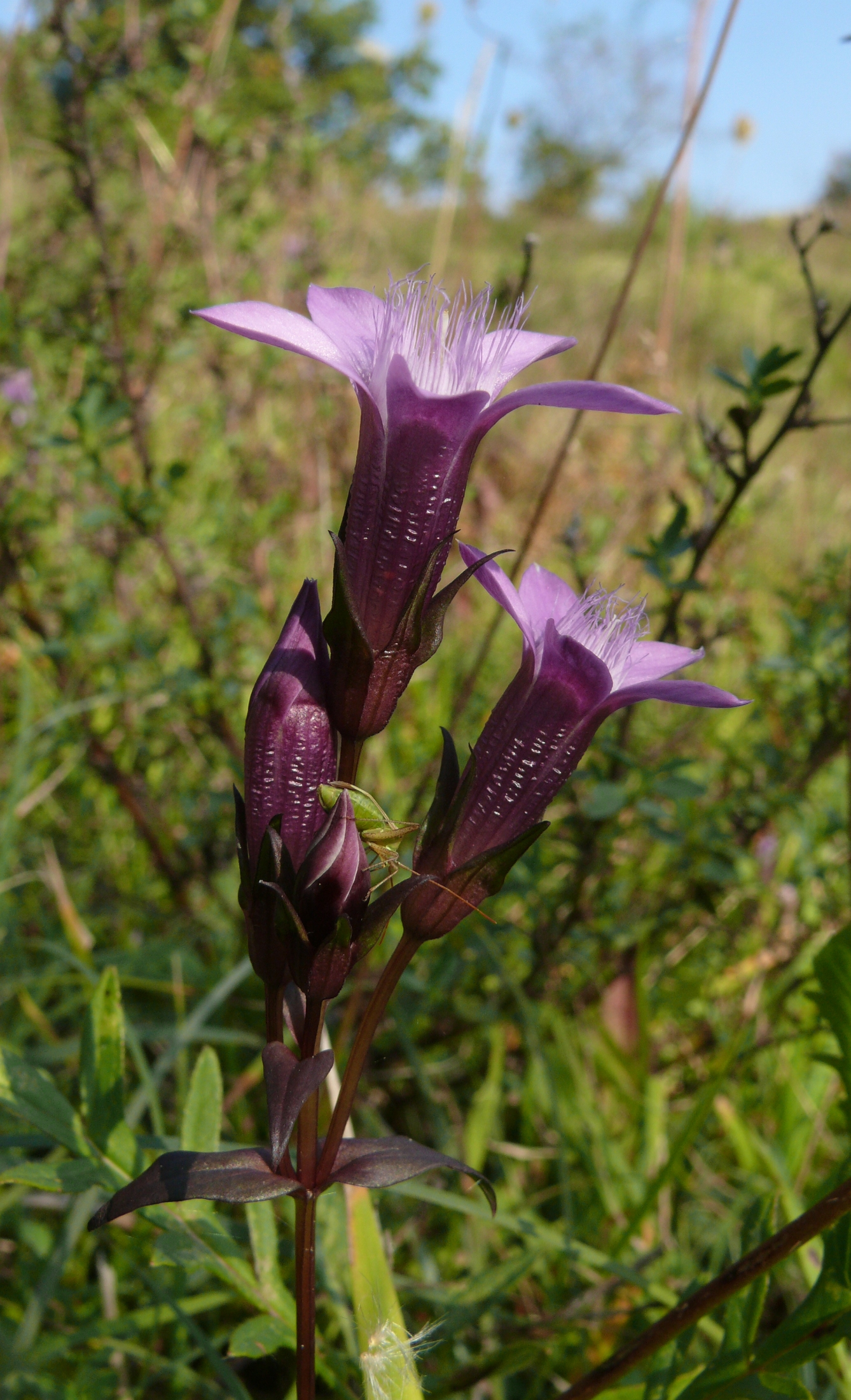
Blütenknospen und offene Blüten von der Seite

### Vegetative Merkmale
Der Deutsche Fransenenzian ist eine ein- oder zweijährige krautige Pflanze, die Wuchshöhen von 5 bis 25, selten bis zu 30 Zentimetern erreicht. Der Stängel verzweigt sich meist erst im oberen Bereich.
Die Laubblätter sind kreuzgegenständig angeordnet. Die unteren Laubblätter sind spatelig bis verkehrt-eiförmig, nach oben hin werden sie eiförmig-lanzettlich bis spitz. Die mittleren Stängelblätter sind dreieckig-eiförmig mit spitzem oberem Ende und am breitesten im unteren Viertel oder seltener unteren Drittel.

### Generative Merkmale
Die Blütezeit reicht von Mai bis Oktober. Die zwittrigen Blüten sind radiärsymmetrisch und fünfzählig mit doppelter Blütenhülle. Der Kelch ist ungefähr halb so lang wie die Kronröhre. Die fünf grünen Kelchblätter sind verwachsen. Die fünf Kelchzipfel sind gleich lang. Der Rand der Kelchzipfel ist schwach zurückgerollt und rau bis schwach gewimpert. Der Hauptnerv der Kelchzipfel ist rau. Die Einbuchtungen zwischen den Kelchzipfeln sind spitz. Die fünf rötlich-violetten Kronblätter sind verwachsen. Fruchtknoten und Kapselfrucht ist meist etwa 6 (4 bis 7,5) Millimeter lang gestielt.
Die Chromosomenzahl beträgt 2n = 36.

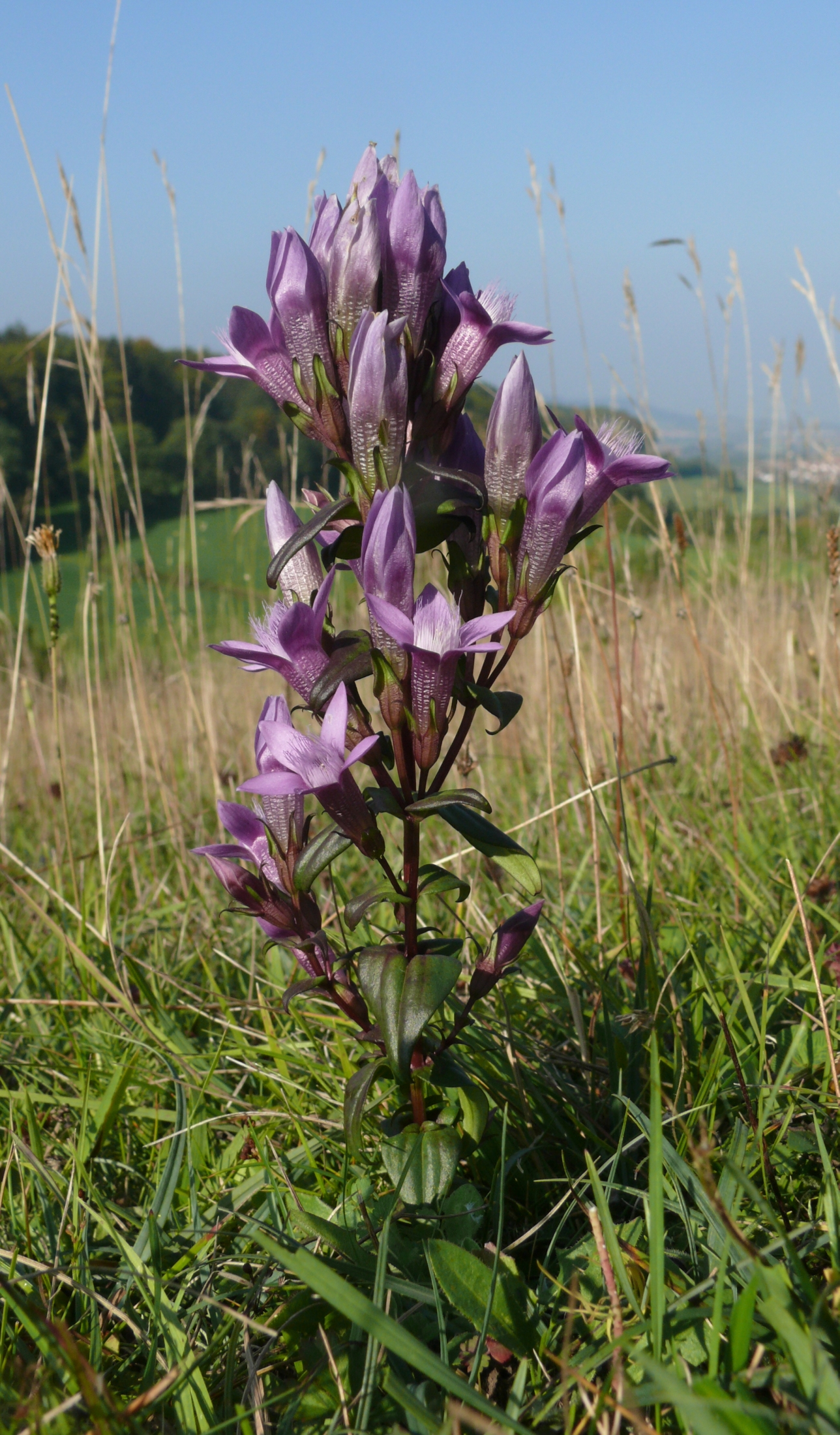
Habitus im Habitat auf der Schwäbischen Alb

## Ökologie
Blütenökologisch handelt es sich um Stieltellerblumen, deren Kronröhre durch ein Haargitter für einkriechende Insekten verschlossen ist. Der Nektar ist nur langrüsseligen Insekten zugänglich; dagegen ist ein „Einbruch“ durch seitliches Anbeißen nicht selten.

## Inhaltsstoffe
Die Laubblätter enthalten den Bitterstoff Gentiopikrin.

## Vorkommen
Der Deutsche Fransenenzian kommt in Mitteleuropa und weiten Teilen Westeuropas und auch Osteuropas vor. Es gibt Fundangaben für Frankreich, Großbritannien, Belgien, die Niederlande, Luxemburg, Deutschland, die Schweiz, Österreich, Italien, Polen, Tschechien, Slowenien, Kroatien, Albanien, Bulgarien und Rumänien. Er besiedelt Magerrasen, Flachmoore, Wiesen, Matten, Triften und Schafweiden in Höhenlagen bis zu 2700 Metern. Die Meereshöhe von 2700 Metern erreicht er am Ewigschneehorn im Berner Oberland. Er gedeiht am besten auf mäßig trockenen, lehmigen, kalkreichen Böden. Er ist eine Charakterart des Verbandes Mesobromion und kommt in Südwestdeutschland besonders gern im Gentiano-Koelerietum vor.
Die ökologischen Zeigerwerte nach Landolt et al. 2010 sind in der Schweiz: Feuchtezahl F = 2+w+ (frisch aber stark wechselnd), Lichtzahl L = 4 (hell), Reaktionszahl R = 4 (neutral bis basisch), Temperaturzahl T = 3 (montan), Nährstoffzahl N = 2 (nährstoffarm), Kontinentalitätszahl K = 2 (subozeanisch).

## Systematik
Die Erstveröffentlichung erfolgte 1798 unter dem Namen (Basionym) Gentiana germanica durch Karl Ludwig Willdenow. Die Neukombination zu Gentianella germanica (Willd.) Börner wurde 1912 durch Carl Julius Bernhard Börner veröffentlicht. Synonyme für Gentianella germanica (Willd.) Börner sind: Gentiana polymorpha Wettst. subsp. polymorpha, Gentiana solstitialis Wettst., Gentiana rhaetica A.Kern. & Jos.Kern., Gentiana solstitialis Wettst., Gentiana wettsteinii Murb., Gentianella germanica (Willd.) E.F.Warb., Gentianella pilosa (Wettst.) Á.Löve & D.Löve, Gentiana campestris subsp. germanica (Willd.) Murb., Gentiana germanica subsp. kerneri (Dörfl. & Wettst.) Schinz & Thell., Gentiana germanica subsp. rhaetica (A.Kern. & Jos.Kern.) Hayek, Gentiana germanica subsp. semleri Vollm., Gentiana germanica subsp. solstitialis (Wettst.) Vollm., Gentiana germanica Willd. subsp. germanica, Gentiana polymorpha subsp. germanica (Willd.) Dostál, Gentiana rhaetica A.Kern. & Jos.Kern. subsp. rhaetica, Gentiana rhaetica subsp. kerneri Wettst., Gentianella germanica subsp. rhaetica (A.Kern. & Jos.Kern.) Holub, Gentianella germanica subsp. semleri (Vollm.) Holub, Gentianella germanica subsp. solstitialis (Wettst.) Jovet & R.Vilm., Gentianella germanica subsp. solstitialis (Wettst.) Holub.
Von Gentianella germanica gibt es etwa drei Unterarten:
- Gentianella germanica (Willd.) Börner subsp. germanica: In den Allgäuer Alpen steigt sie in Bayern am Westabhang des Entschenkopfs bis zu einer Höhenlage von 1700 Metern auf.[7]
- Gentianella germanica subsp. saxonica W.Hempel: Sie kommt in Deutschland im sächsischen Hügelland vor und wurde 1981 erstbeschrieben.[3] Nach Rothmaler 2005 ist sie aber wie die Unterarten  Gentianella germanica subsp. solstitialis (Wettst.) Jovet & R.Vilm. und  Gentianella germanica subsp. semleri (Vollm.) Holub keine eigenständige Unterart, sondern zu Gentianella germanica subsp. germanica zu stellen.[8]
- Rätischer Enzian (Gentianella germanica subsp. rhaetica (A.Kern. & Jos.Kern.) Hayek; Syn.: Gentiana germanica subsp. rhaetica (A.Kern. & Jos.Kern.) Hayek; Gentianella rhaetica (A.Kern. & Jos.Kern.) Á.Löve & D.Löve):  Diese von manchen Autoren von der subsp. germanica unterschiedene Unterart kommt in der Schweiz vor, besonders in Graubünden.[9]

## Belege